# Mehdi Courgnaud
Mehdi Courgnaud, né le 21 novembre 1990 à Romorantin-Lanthenay, est un footballeur français. Il évolue à l'Avoine Olympique Chinon Cinais comme attaquant.

## Biographie
Le 21 janvier 2012, il est prêté par son club de Dijon à l'AC Arles-Avignon.
Il est technique et très vif, il fait aujourd'hui le bonheur du Royal White Star, avec pour sa première apparition sous ses nouvelles couleurs une passe décisive.[réf. nécessaire]

## Palmarès
Vierge

## Statistiques
| Saison    | Club                    | Pays     | Championnat         | Coupes nationales | Coupe d'Europe |
| --------- | ----------------------- | -------- | ------------------- | ----------------- | -------------- |
| 2007-2008 | SO Romorantin           | National | 4 matchs            | 1 match           | -              |
| 2008-2009 | SO Romorantin           | CFA      | 14 matchs           | -                 | -              |
| 2009-2010 | SO Romorantin           | CFA      | 30 matchs / 15 buts | 1 match           | -              |
| 2010-2011 | Dijon FCO               | Ligue 2  | 12 matchs / 4 but   | 1 match / 1 but   | -              |
| 2011-2012 | Dijon FCO               | Ligue 1  | 15 matchs           | 1 match           | -              |
| 2011-2012 | AC Arles-Avignon (prêt) | Ligue 2  | 12 matchs           | -                 | -              |
| 2012-2013 | Dijon FCO               | Ligue 2  | -                   | -                 | -              |

Dernière mise à jour le 23 juin 2012